# 20 × 110 mm Hispano-Suiza

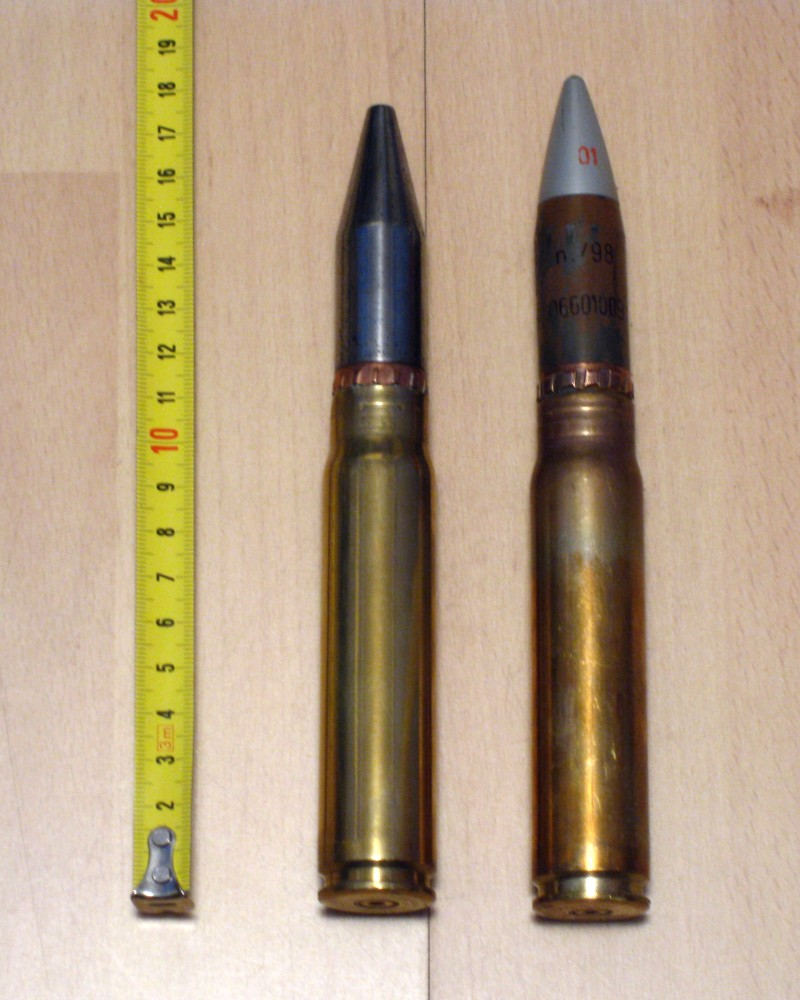
Två modernare 20×110 Hispano-patroner.

20 × 110 mm Hispano-Suiza (kort: 20×110 HS), vardagligt bara 20x110mm Hispano, är en patron i kaliber 20 mm som utvecklades av Hispano-Suiza för att användas i deras automatkanon HS-404. 
Patronen är en vidareutveckling av patronen 20 × 110 mm RB Oerlikon. Anledningen till vidareutvecklingen var att Hispano-Suizas automatkanon HS.404 var en vidareutveckling av Oerlikons automatkanon Mg FF S som sköt patronen 20 mm Oerlikon. På grund av bråk om patent och licens valde man att vidareutveckla patronen för att slippa betala licens. Den primära skillnaden mellan patronerna är att Hispano-hylsan har en bredare kant under patronskåran, samt mycket kortare hals. 20 mm Hispano har själv varit modell för vidareutveckling. 20 × 110 mm USN är en vidareutveckling av 20 mm Hispano. 
Patronen har använts i en hel del olika automatkanoner varav de flesta är varianter av HS.404, men det finns även ett par originalkonstruktioner som använder patronen. Förutom automatkanoner har patronen använts i ett mindre antal tunga automatgevär.

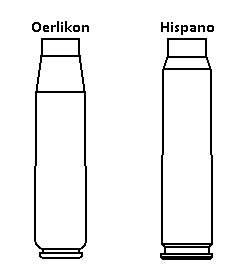
Skillnaden mellan en 20x110 Oerlikon och en 20x110 Hispano patron.

I Sverige heter patronen 20 mm skarp patron m/41 och har funnits i den Svenska krigsorganisationen sedan 1941 för flera olika automatkanoner.  Idag används patronen till 20 mm automatkanon m/47D på Pansarterrängbil 203.

## Användning

### Automatkanoner
"I urval"
- Hispano-Suiza HS-404: I flera varianter
  -  Canon Hispano Suiza type 404 (20 mm luftvärnsautomatkanon m/41 i Sverige)
  -  20 mm M50
  -  20 mm Hispano Mk I
  -  20 mm Hispano Mk II (20 mm akan m/46 i Sverige)
  -  20 mm Hispano Mk V (20 mm akan m/47 i Sverige)
  -  20-mm automatic gun M1
  -  20-mm automatic aircraft gun AN-M2
  -  20-mm automatic aircraft gun AN-M3
  -  20 mm Hispano-Suiza FM-45 HS (Alternativt FF-45, FB-45)
  -  20 mm automatkanon m/41A

- Bofors 20 mm automatkanon L/70: I flera varianter
  -  20 mm automatkanon m/45
  -  20 mm automatkanon m/45B

- Bofors 20 mm automatkanon m/49
  -  20 mm automatkanon m/49

### Automatgevär
- SR 20x110mm[2]
- RT-20[3]

## 20 mm Hispano historia och data

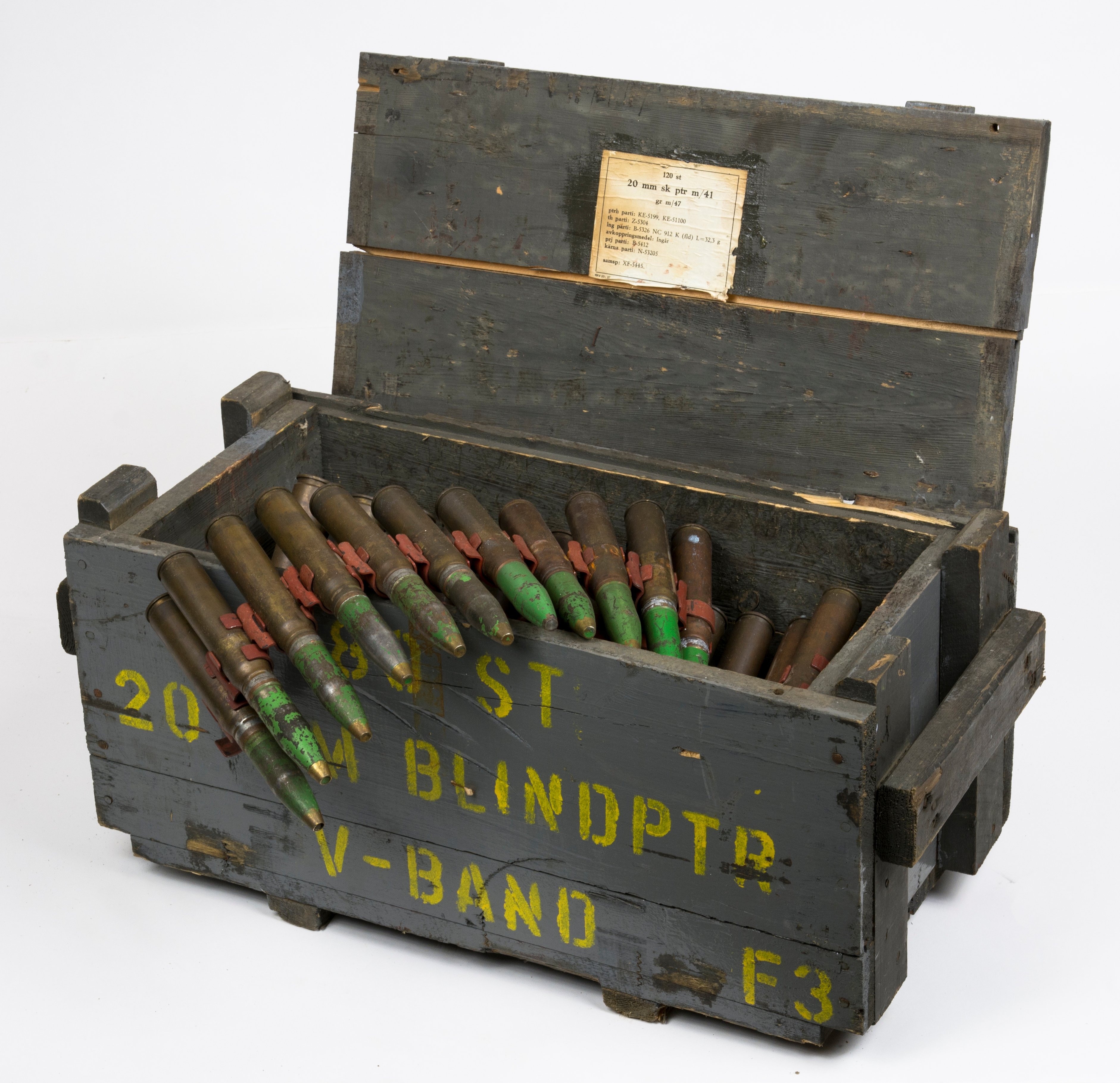
En låda med blindpatron M/41. Här försedd med länk m/46.

### 20 mm Hispano i Sverige
I Sverige kom 20 mm Hispano i tjänst 1941 när Hispano-Suiza HS.404 togs i tjänst som LvAkan m/41. Patronen fick beteckningen patron m/41 och kom först att användas enbart i luftvärnssyfte. 
Patron m/41 köptes in från Schweiz, Frankrike och Tyskland beroende på tillgång men kom senare att tillverkas i Sverige av olika fabriker. De svenska patronerna hade annorlunda tändhatt och krutslag men presterade likadant. 
Det svenska flygvapnet som var underbeväpnat ville använda patronen i flygplansbeväpningar och planer för att använda LvAkan 41 (nu Akan m/41) på flygplan började ritas upp. Akan m/41 ansågs opålitlig och Bofors fick i uppdrag att utveckla en ny automatkanon som använde patron m/41. Konstruktionen av den nya kanonen tog längre tid än väntat och varken Akan m/41 eller Bofors nya konstruktion 20 mm akan m/45 såg någon större tjänst i det svenska flygvapnet. 
Efter kriget fick man Akan m/46 och Akan m/47. Dessa var moderniserade brittiska modeller av HS.404 som fungerade mycket bättre än akan m/41. I och med köpet av de nya kanonerna fick man även modernare ammunition som fick beteckningen patron m/47. Trots den nya beteckningen så var hylsan av samma modell som tidigare ammunition så både patron m/41 och m/47 kunde skjutas från alla ovanstående kanoner.

### Bandlänkar
När patronen kom i tjänst 1941 var det bara Akan m/41 som använde den i trummagasin. När Bofors började utveckla den bandmatade 20 mm automatkanon m/45 som var bandmatad var de tvungna att konstruera en bandlänk då någon sådan inte fanns. Länken kom att kallas länk m/45 och var ganska unik. Den använde ganska mycket metall och hade både en vänster och höger ändlänk som gjorde hantering lättare.
När Akan m/46 kom i tjänst fick man nya brittiska bandlänkar som fick beteckningen länk m/46. Länk m/46 var byggd för krigstid och använde väldigt lite metall och hade bara en höger ändlänk. Länk m/46 kom att användas vidare på Akan m/47 medan länk m/45 fortsatte till Akan m/49.

### Data och beteckningar för patron m/41 & m/47
Utgångshastighet och pansargenomslag varierar beroende på vilken automatkanon som sköt patronen. Annan mindre info: patronhylsans vikt är 90 g. Antändningsmedlet är antingen en originaltändhatt av schweizisk/brittisk design eller en svensktillverkad 8 mm tändhatt.
| Patron                             | Typ                      | Färg                                  | Patronvikt   | Projektilvikt | Krutvikt | Krutslag                  | Projektil material          | Utgångshastighet | Pansargenomslag | Spårljus       | Punkter         |
| ---------------------------------- | ------------------------ | ------------------------------------- | ------------ | ------------- | -------- | ------------------------- | --------------------------- | ---------------- | --------------- | -------------- | --------------- |
| 20 mm sk ptr m/41 slsgr m/41       | Spårljusspränggranat     | Ingen, gul, blå                       | 250-257 gram | 125 Gram      | 30 Gram  | Bladkrut eller 1-hålskrut | 6 Gram Pentyl               | 880 m/s          |                 | Röd 100-800 m  |                 |
| 20 mm sk ptr m/41 slsgr m/41 blint | Spårljusspränggranat     | Röd, vit, gul, blå                    | 250-257 gram | 125 Gram      | 30 Gram  | Bladkrut eller 1-hålskrut | 6 Gram Pentyl               | 880 m/s          |                 | Röd 100-800 m  |                 |
| 20 mm sk ptr m/41 slsgr m/42       | Spårljusspränggranat     | Gul                                   | 260 Gram     | 136 Gram      | 30 Gram  | Bladkrut eller 1-hålskrut | 6 Gram Pentyl               | 845 m/s          |                 | Röd 100-800 m  |                 |
| 20 mm sk ptr m/41 brandsgr m/42    | Brandspränggranat        | Gul, orange, gul                      | 260 Gram     | 133 Gram      | 30 Gram  | Bladkrut eller 1-hålskrut | 6 Gram Trotyl 2 Gram Fosfor | 845 m/s          |                 |                |                 |
| 20 mm sk ptr m/41 pbrandgr m/46    | Pansarbrandgranat        | Vit topp, röd                         |              |               |          |                           |                             |                  |                 |                |                 |
| 20 mm sk ptr m/41 gr m/47          | Granat (Splitter)        | Svart, orange linje, gul linje, svart |              |               |          |                           |                             |                  |                 |                |                 |
| 20 mm sk ptr m/41 slpprj m/43      | Spårljuspansarprojektil  | Svart med röd linje runt toppen       | 260 Gram     | 136 Gram      | 30 Gram  | Bladkrut eller 1-hålskrut |                             | 845 m/s          |                 |                | Arme ammunition |
| 20 mm sk ptr m/41 övnprj m/42 H    | Övningsprojektil         | Röd                                   |              |               |          |                           |                             |                  |                 |                |                 |
| 20 mm sk ptr m/41 slövnprj m/42 H  | Spårljusövningsprojektil | Röd, gul, röd                         |              |               |          |                           |                             |                  |                 | Röd 100-1500 m |                 |
| 20 mm sk blindptr m/41             | Blindpatron              | Grön                                  |              |               |          |                           |                             |                  |                 |                |                 |

| Patron                        | Typ                       | Färg                                      | Patronvikt | Projektilvikt | Krutvikt | Krutslag | Projektil material | Utgångshastighet | Pansargenomslag | Spårljus | Punkter      |
| ----------------------------- | ------------------------- | ----------------------------------------- | ---------- | ------------- | -------- | -------- | ------------------ | ---------------- | --------------- | -------- | ------------ |
| 20 mm sk ptr m/47 pgr m/47    | Pansargranat              | Brun topp, svart, orange linje, gul linje |            |               |          |          |                    |                  |                 |          |              |
| 20 mm sk ptr m/47 sgr m/47    | Spränggranat              |                                           |            |               |          |          |                    |                  |                 |          |              |
| 20 mm sk ptr m/47 slgr m/47   | Spårljusgranat (Splitter) | Svart, orange linje, gul linje            |            |               |          |          |                    |                  |                 |          |              |
| 20 mm sk ptr m/47 mingr m/52  | Mingranat                 | Bronsfärgad topp, gul                     |            |               |          |          |                    |                  |                 |          |              |
| 20 mm sk ptr m/47 övnprj m/47 | Övningsprojektil          | Brun                                      |            |               |          |          |                    |                  |                 |          | Platt topp   |
| 20 mm sk ptr m/47 övnprj m/52 | Övningsprojektil          | Brun                                      |            |               |          |          |                    |                  |                 |          | Spetsig topp |
| 20 mm sk blindptr m/47        | Blindpatron               | Ingen                                     |            |               |          |          |                    |                  |                 |          |              |